# Charles Joseph Collart (1775-1841)
Charles Joseph Collart (Ciutat de Luxemburg, 1775 - 1841) va ser un empresari industrial pertanyent a la coneguda família luxemburguesa Collart.
Casat amb Anne-Marie Laval, la seva filla Anne Marie Jos. Fr. Collart (21 de desembre de 1827 - 2 de setembre de 1893) va celebrar matrimoni el 27 de febrer de 1852 amb Léon de la Fontaine botànic i ministre de Justícia de Luxemburg i fill del primer ministre de Luxemburg Gaspard-Théodore-Ignace de la Fontaine.